# 太阳辐射监测卫星一号
太阳辐射监测卫星一号（英語：SOLRAD 1）是集电子监控、太阳X射线和紫外线观测功能于一体的人造卫星，也是美國海軍太阳辐射监测卫星与银河辐射和背景计划的第一步，于1960年6月22日发射入轨。太阳辐射监测卫星一号不仅是第一颗成功观测太阳X射线和第一颗从地球轨道执行监控任务的卫星，还是第一颗与其他功能卫星共同发射的人造卫星。
卫星由美国海军研究实验室开发，从许多方面来看相当于美国第一个卫星项目先锋计划的后续。卫星成功完成科学观测任务，持续传送实用数据直至1960年11月，足以判断太阳的正常射线辐射水平，并确定太阳射线活动增强与无线电淡出现象有关。
卫星的科学部件还为银河辐射和背景的电子监控部件提供掩护，后者的任务是绘制苏联防空雷达网。监控任务同样取得成功，持续运作至1960年9月22日，表明苏联防空雷达网的密度超出预期。地面控制部门于1961年4月关闭太阳辐射监测/银河辐射和背景卫星一号，令其成为历史上首枚远程关闭的卫星。

## 背景

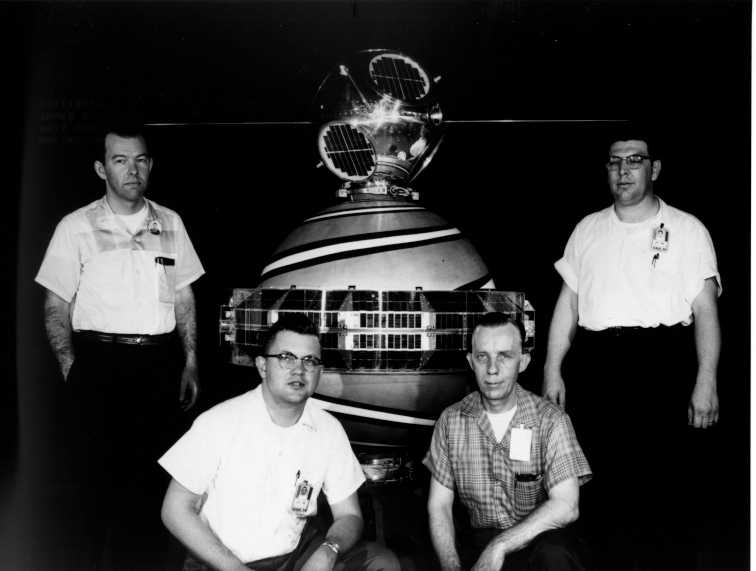
位于子午仪2A卫星顶部的太阳辐射监测卫星一号和四名主创人员，从左至右分别是马丁·沃塔、乔治·克朗米勒、阿尔弗雷德·R·康诺弗，以及罗伊·A·哈丁

1957年，苏联开始部署扇歌火控雷达控制的S-75地对空导弹，令美国轰炸机侵入苏联领空的危险程度加大。美国空军开始出动电子侦察机在苏联边境附近活动，希望能逐步确定这些雷达的大致方位和各自工作频率。通过这种方法可以提供苏联外围地区的雷达信息，但无法深入内陆。军方还曾尝试通过射电望远镜寻找月球偶尔反射的苏联雷达信息，但事实证明这种方法不足以解决问题。:362
1958年3月:4，美国海军研究实验室正全力推进旨在为美国海军发射人造卫星的先锋计划（Project Vanguard），实验室工程师里德··梅奥（Reid D. Mayo）判断，先锋计划的衍生产物可以用于绘制苏联导弹发射场地图。梅奥曾为潜艇开发反潜飞机躲避系统，可以提前发现飞机雷达信息后规避。该系统体积小巧，机械结构坚固，可以经过改装适应先锋卫星框架。:364
梅奥将构想告知实验室对策部主任霍华德·洛伦岑（Howard Lorenzen），后者在国防部游说。梅奥的设想在六个月后获批，代号“告密者”（Tattletale）。:3641959年8月24日，德怀特·艾森豪威尔同意全力推进该计划:4。
信息遭《纽约时报》泄露后，艾森豪威尔取消计划，但在加强安全措施后以新代号“核桃”（Walnut）重启，卫星部件代号:140, 151，为避免再度泄密，不但监督更严，而且只有“必须知晓”的人员才能获得信息:2。此时美国的太空发射不属机密，为避免预期目标发现执行电子监视任务，最好能在卫星发射同期执行共享空间联合飞行掩护任务:300。
针对太阳电磁波谱的研究为发射提供理想掩护机遇。美国海军此前就想确定太阳耀斑是否会导致无线电通信中断:300，以及紫外线和X射线辐射辐射对卫星和宇航员究竟有多大危害:76。受地球大气层阻挡，地面观测站无法获得所需数据。同时，太阳光谱输出无从预测而且波动剧烈，所以亚轨道探空火箭也不能有效完成观测任务，只有卫星才能持续长时间研究完整的太阳光谱。:5–6, 63–65

如上图所示，上层大气会阻挡伽马射线，X射线和紫外线，大部分红外光谱也会被大气吸收

海军实验室已经在1959年发射先锋三号形式的专用太阳观测卫星，上有射线和紫外线探测器，但在范艾伦辐射带的背景辐射下已经完全饱和:63。海军实验室工程师马丁·沃塔（Martin Votaw）带领尚未转移到美国国家航空航天局的先锋计划工程师和科学家组成团队，一起根据先锋计划开发卫星。已有两种用途的卫星更名“银河辐射和背景”（Galactic Radiation And Background，简称），又称“银河辐射实验背景”（Galactic Radiation Experiment Background，简称），同时卫星又以科研用途命名为“太阳辐射监测”（SOLRAD），是太阳辐射（SOLar RADiation）的简称:142, 149:300。
1960年4月13日，美国在子午仪1B卫星上附加太阳辐射监测卫星质量模拟器并一起成功发射:301，证明双卫星发射技术已经成熟。同年5月1日，弗朗西斯·加里·鲍尔斯驾驶的U-2侦察机在苏联领空被击落，证明飞机监视十分危险。5月5日，艾森豪威尔总统批准发射太阳辐射监测卫星。:32

## 航天器

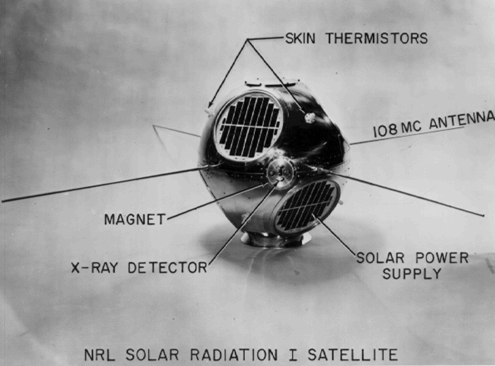
标识主要外部特征的太阳辐射监测卫星一号

太阳辐射监测卫星一号的外形和先锋三号相似，大致呈球形，直径51厘米，采用六个圆形太阳能电池片供电:10，太阳辐射监测卫星一号的质量为19.05公斤，小于23.7公斤的先锋三号。太阳能电池为九个串联起来的D电池供电，共计产生12伏特电压:10:10和六瓦特功率:32。
卫星的太阳辐射监测科学元件包括两个莱曼阿尔法光度计（一氧化氮电离室），用于研究1050至1350埃格斯特朗波长范围的紫外线；还有一个射线光度计（氩电离室），可研究2至8埃格斯特朗波长范围的射线，这些设备都安装在卫星赤道周围。
银河辐射和背景监控设备用于检测下方直径6500公里的圆形区域:108，监视在S波段（1550至3900兆赫兹）广播的苏联防空雷达:29, 32。卫星上的接收器已调到接近雷达频率，接收器的信号输出可以触发航天器上独立的甚高频发射机。经过苏联上空期间，卫星会在接收到导弹雷达脉冲后立即向接收范围内的美国地面站转播，地面站记录信息并发送到海军实验室分析。虽然银河辐射和背景配备的是全向接收器，但多次寻找相同信号，并与卫星已经确知的位置对比，就可以推断出雷达的大致方位和准确的脉冲重复频率。:4–7:108

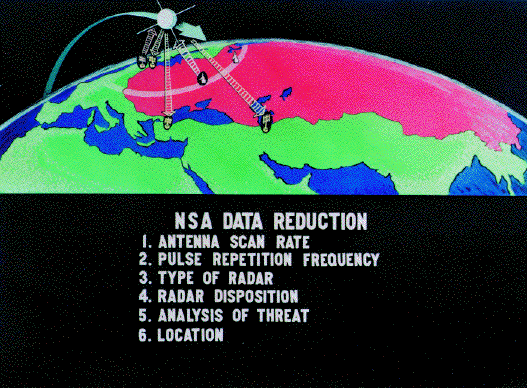
美国国家安全局数据缩减，表明卫星下行链路信息经过各层处理后所获情报

遥测数据通过太阳辐射监测卫星赤道上四条长63.5厘米的鞭状天线传送:76，科学遥测的传送频率是108兆赫兹:78，这也是先锋计划使用的国际地球物理年标准频率:84, 185。地面指令和电子监控数据通过小型天线在139兆赫兹频率收集:7。地面获得的信息记录在磁带上并寄回海军实验室，经评估、复制，再转交位于马里兰州陆军米德堡（Army Fort Meade）的美国国家安全局，以及位于內布拉斯加州奥马哈奥夫特空军基地（Offut Air Force Base）的战略空军司令部分析和处理。
与早期大部分自动航天器一样，太阳辐射监测卫星一号虽能通过旋转保持稳定:300，但缺乏主动姿态控制系统，所以只能扫描整个天空，无法聚焦特定信息源:13。为了让科学家能顺利解读太阳辐射监测卫星一号探测的射线来源，卫星上装有真空光电管，用于确认太阳光谱撞击光度计的时间，以及阳光照射光度计的角度:64。

## 发射和入轨

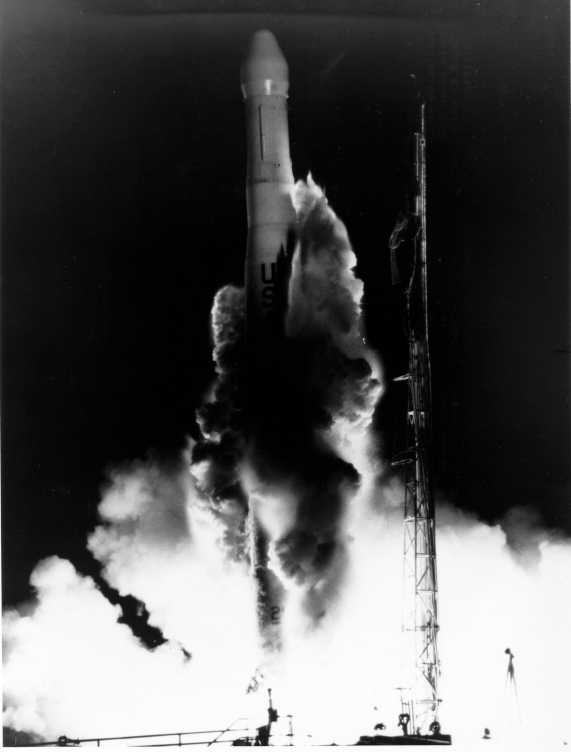
搭载子午仪2A卫星和太阳辐射监测卫星一号的雷神-艾布尔星火箭发射升空

1960年6月22日，搭载太阳辐射监测/银河辐射和背景一号卫星的雷神-21艾布尔星发射系统在卡纳维拉尔角LC17B发射台点火升空。子午仪2卫星也和太阳辐射监测卫星一号一起升空，此次发射因此成为人类历史上首次使用一枚推进火箭把两颗卫星送入轨道，证明双卫星发射技术已经成熟。太阳辐射监测卫星一号起初每101.7分钟绕行地球一圈，海拔高度在611公里至1046公里范围变化，这主要是因为第二级火箭出现小故障，导致无法保持原计划的930公里海拔圆形轨道，但这不会影响卫星目标。

## 科学成果
太阳辐射监测/银河辐射和背景卫星一号是世界上第一个轨道太阳观测站，从1960年6月至1960年11月共传送500余批次科学数据:64–65，此后阳光照射卫星实验器材的角度就已无丛判断。不过，卫星还是继续传送数据，直至1961年4月被地面控制系统关闭，又成为人类历史上首枚远程关闭的卫星。
太阳辐射监测/银河辐射和背景卫星一号采用实时通信，这也意味着只有卫星信号范围内有追踪站时才能传送数据，这些追踪站除先锋计划的迷你追踪站（Minitrack）外还有为数不多的几处:64。这导致卫星每绕地球一圈地面接收太阳观测数据的时间只有一到十分钟不等，仅占卫星活动时间的1.2%。事实证明，太阳辐射监测卫星一号安装的永磁铁效果良好，迫使带电粒子偏离检测器窗口，解决先锋三号任务遇到的饱和问题，确保太阳辐射监测/银河辐射和背景卫星一号成为首枚成功观测太阳射线的卫星。不过，磁铁与地磁场的反应导致卫星进动（像旋转的陀螺一样环绕轴线摆动），所以卫星在阳光下的半数时间里传感器都被影子挡住:64。

### 射线
太阳辐射监测卫星一号传送的数据中约有两成包含射线测量值，足以确定太阳不活跃时的正常射线辐射水平：不到6×10−11焦耳/平方厘米/秒。如果观测到的射线输出超过该范围，通常地面就能观测到相应太阳活动。卫星数据还表明，射线即便在一分钟时间内也会大幅波动，证明持续观测实属必要:64–65。
如果射线输出超出正常范围三倍:64–65，无线电信息会出现淡出现象，证明太阳射线的变化和地球电离热层强度有关。除太阳耀斑外，区域日珥活动、亮度激增，以及太阳边缘的次耀斑都会导致同样的淡出情况:64–65。

### 紫外线
太阳辐射监测/银河辐射和背景卫星一号的观测结果不能证明太阳紫外线输出和热层扰动间存在关联:53，之后的太阳辐射监测卫星三号任务没有再配备莱曼阿尔法探测器:28。

### 核试验监测
太阳辐射监测/银河辐射和背景卫星一号尚在设计和开发阶段时，科研人员和政府官员一度期望增加识别地面核试验的功能，因为核试验能够在卫星可检测频段产生强烈的射线。如果美苏两国的禁止核试验条约生效，太阳辐射监测/银河辐射和背景卫星一号及后续卫星就可以探测苏联是否举行未经授权的核试验。但是，卫星最终获得的数据无法同苏联已知核试验联系起来。1963年部分禁止核试验条约生效后，美国专门为此研发维拉号卫星（Vela）。

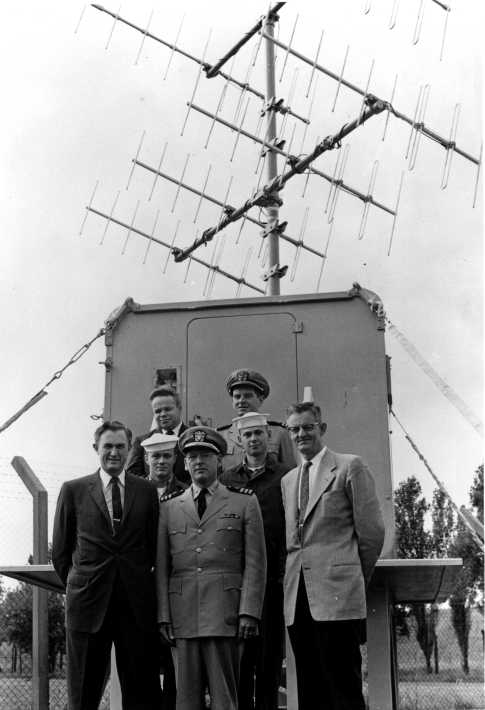
银河辐射和背景无线电控制室和海外工作组成员

## 银河辐射和背景监视结果
太阳辐射监测/银河辐射和背景卫星一号是人类历史上首枚监视卫星。为防苏联发现卫星的间谍使命，对1960年U-2击坠事件心有余悸的艾森豪威尔总统要求每次银河辐射和背景功能数据传送都必须由他亲自批准:32，而且在连续多次轨道经过苏联时，不能每次过顶都传送。这导致卫星监控功能从开始到1960年9月22日失效共运转92天，但却只送回22批数据，其中首批于7月5日传送到夏威夷州瓦希阿瓦的传送站，远远超出苏联的监测范围:3。即便如此，在受限情况下传回的首批监视数据也足以令地面工作组数据分析和处理工作量饱和:39，数据包含许多有价值的信息，表明苏联防空活动的密度超出预期。

## 影响及现时状态
太阳辐射监测/银河辐射和背景卫星此后还经过四次发射，其中最后一次是1962年4月26日发射的太阳辐射监测卫星四B号。全部五次任务中只有太阳辐射监测/银河辐射和背景卫星一号和太阳辐射监测/银河辐射和背景卫星三号成功，其他均未抵达轨道。1962年，美国所有高空侦察项目均由美国国家侦察局管理，该机构决定从1962年7月开始配备代号“罂粟”（POPPY）的新一代卫星继续并扩展银河辐射和背景任务。电子间谍卫星不再承担太阳辐射监测卫星的实验任务，而是独立配备卫星，但仍与“罂粟”卫星共同发射，为“罂粟”提供一定程度的掩护。从1965年11月发射的太阳辐射监测卫星八号开始，最后五颗太阳辐射监测卫星都是独立发射的科学卫星，其中三枚还拥有美国国家航空航天局的探索者计划编号。最后一枚太阳辐射监测卫星于1976年升空，全系列卫星共计13枚。此外，银河辐射和背景计划于1998年解密。
截止至2020年6月，太阳辐射监测/银河辐射和背景卫星一号（国际卫星标识符1960-007）仍在地球轨道。太阳辐射监测/银河辐射和背景卫星一号的备用卫星在史密森尼学会的美国国家航空航天博物馆展出。